# Сагар Гуль
Сагар Ґюль (1998 р.н.) — афганська підлітка, яка зазнала тортур і знущань від сім'ї свого чоловіка в місті Пулі Хумрі, будучи проданою в дитячий шлюб. Її випадок став помітним в Афганістані та за кордоном, коли її врятували наприкінці 2011 року. The Guardian зазначає, що випадок Гюль «жахнув Афганістан і викликав напад національного душевного пошуку». Троє її родичів були визнані винними у замаху на вбивство і засуджені до 10 років позбавлення волі, але звільнені після того, як апеляційний суд скасував їх вирок. Американська прокурорка Кімберлі Мотлі представляла Ґюль у Верховному суді під час слухання звільнення сватів. Ґюль стала першою потерпілою від злочину, інтереси якої представляв прокурор у кримінальному провадженні. Знаковим рішенням Верховного суду, а після того, як справу двічі вирішував Апеляційний суд, сватів, брата та чоловіка Ґюль, яких спочатку ніколи не судили, було засуджено і засуджено до 5 років позбавлення волі. Суд також погодився з тим, що Ґюль може подати позов до всіх сторін про цивільну компенсацію. Ґюль одужує в жіночому притулку і каже, що має амбіції стати політикинею і не дати іншим жінкам страждати, як вона.

## Раннє життя
Сахар Ґюль виросла у Бадахшані, гірській провінції на півночі Афганістану. Після смерті батька вона переїхала до родичів і зрештою жила зі своїм зведеним братом, коли їй було близько 9 років. Гюль пасла корів і овець, працювала у саду з волоських горіхів і абрикосів, а також обробляла гній для палива. Її присутність у домі зведеного брата обурювала його дружину, яка тиснула на нього, щоб він віддав Ґюль для шлюбу, навіть якщо вона не досягла законного шлюбного віку у 16 років. З дружиною її зведеного брата зв'язався 30-річний чоловік Гулам Сахі, який незаконно заплатив за неї щонайменше 5000 доларів. На момент шлюбу Гюль була неписьменною.

## Шлюб і насильство
Сахі відвіз Ґюль до батьківського будинку в північній провінції Баглан. Представники міністерства у справах жінок Афганістану стверджували, що родина Сахі мала намір змусити Гюль займатися проституцією. Перша дружина Сахі пішла від нього після того, як він і його мати побили її за те, що вона не народила дітей. Ґюль тижнями чинила опір, щоб не вступати в шлюб.
Ґюль втекла до сусідського будинку, де люди повідомили поліцію та родину Сахі. Його сусіди та поліція змусили Сахі підписати листа, в якому пообіцяли не поводитися з Ґюль погано у майбутньому, і Сахі забрали її назад. Пізніше сусідка почула крики з дому, а наступного ранку помітила, що Ґюль «…сильно схудла, її руки були в синцях та ранах, одна рука була зламана, але її теща — Закон змушував її прати». Пізніше родина Сахі помістила її в льох. У погребі її руки і ноги зв'язали мотузкою, вона спала на підлозі без матраца, годували хлібом і водою. Її регулярно били, причому більшість побоїв чинив літній батько її чоловіка. Її нігті та пучки волосся були вирвані, а шматки плоті вирізані плоскогубцями. На момент порятунку вона лежала в сіні та посліді.
Батька чоловіка Амануллу звинуватили в тому, що він «бив Гюль палицями, кусав її в груди, вставляв розпечені праски у вуха та вагіну та виривав два нігті». Дядько та зведений брат Ґюль безуспішно намагалися відвідати її, а її зведеного брата Мохаммеда родина Сахі попередила про законність шлюбу.

## Порятунок
У грудні 2011 року, через 6 місяців після одруження, Ґюль знайшли її дядько, зведений брат і двоє поліцейських після того, як вони зайшли в будинок і почули голос з підвалу. Поліція заарештувала трьох членів родини Сахі; Свекруха Гюль, Сіямої, її дочка Маххурд і Аманулла, тесть. Аманулла ховався в паранджі та ковдрі.
Сім'я повідомила поліції, що Сахі перебуває в Гільменді, в Афганській національній армії. Це було неправдою, і плутанина, викликана неправдивим твердженням, дала йому час втекти зі своїм братом Дармаком. Вони залишаються на волі. Для пошуку Сахі було створено спецпідрозділ поліції.
Президент Афганістану Хамід Карзай закликав до швидкого правосуддя для Ґюль. У травні 2012 року суддя окружного суду в Кабулі визнав трьох сватів Ґюль винними, а вирок було передано по національному телебаченню. У суді свекрухи виправдовували свою поведінку тим, що платили непогані гроші за некрасиву дівчину, яка погано поводилася і не збиралася працювати, як вони вимагали, і не народжувала їм дітей.
Адвокатів сватів надала юридична група Da Qanoon Ghushtonky (Demanders of Law), яка фінансується за рахунок міжнародної допомоги. Адвокати стверджують, що на належний процес у справі Ґюль негативно вплинув політичний резонанс з приводу її лікування. Адвокати сватів заперечували, що били Ґюль, вживали наркотики і утримували її в погребі, і стверджували, що поранення Ґюль нанесла сама. Вони також сказали, що не планують залучати її до проституції, позов не розглядався в суді.

## Суд
Троє людей, свекруха, тесть і невістка Ґюль були згодом засуджені за її замах на вбивство і засуджені до 10 років позбавлення волі в липні 2012 року. Пізніше їхні вироки були підтримані в апеляційному порядку.
У липні 2013 року сватів Ґюль достроково звільнили, а їхні вироки скасовано через відсутність доказів. Гюль та її адвокат не були повідомлені про звільнення її родичів і дізналися про їх звільнення лише тоді, коли вони запитали про дату оскарження. Адвокат Ґюль Мотлі сказав, що звільнення було «…засноване на думці про відсутність доказів, але люди, які б дали свідчення, не знали, що слухання відбуваються». Верховний суд Афганістану повернув справу Ґюль до апеляційного суду. Верховний суд заявив, що насильство, якого зазнала Ґюль, очевидно, виправдовує вирок за напад, а не за спробу вбивства. Їхнє рішення підтримав і апеляційний суд, який скасував вироки та наказав звільнити трьох сватів. У знаковому рішенні Верховний суд розглянув справу після того, як Апеляційний суд двічі розглянув справу і постановив, що сватів, брата та чоловіка Ґюль, яких спочатку не судили, засудили до 5 років позбавлення волі. Суд також погодився з тим, що Ґюль може подати позов до всіх сторін про цивільну компенсацію.
Урядового прокурора не було, і єдиною особою в суді був захисник обвинуваченого, хоча згідно з афганським законодавством обидва зобов'язані бути поінформованими. Підсудні були звільнені з в'язниці через два дні, процес, який зазвичай триває до місяця. Процес мав би залучити державних прокурорів, які двічі відмовилися оскаржувати звільнення родичів Ґюль, із залученням принаймні трьох суддів та прокурора.
Інтернет-кафе для жінок, назване на честь Сагар Ґюль, було відкрите в Кабулі в Міжнародний жіночий день у 2012 році.
Ґюль живе в притулку поблизу Кабула, яким керують жінки для афганських жінок. Організація була заснована в 2001 році і має сім притулків по всьому Афганістану.